# Bocconia integrifolia
Bocconia integrifolia är en vallmoväxtart som beskrevs av Carl Sigismund Kunth. Bocconia integrifolia ingår i släktet Bocconia och familjen vallmoväxter. Inga underarter finns listade i Catalogue of Life.